# Tanya Bailey
Tanya Bailey (nascida em 15 de março de 1981) é uma ciclista amadora que representa a Austrália em provas de BMX. Ela participou nos Jogos Olímpicos de Pequim 2008, na mesma prova de sua especialidade.